# Polyptyque de la Madone de la rose
Polyptyque de la Madone de la rose (Polyptyque de San Bernardino du nom de l'église  San Bernardino in Borgo Canale à Bergame, où il dut être initialement exposé en entier) est le nom d'un polyptyque d'Ambrogio Borgognone, démembré et dispersé dont certains éléments sont connus.

## Description
L'Académie Carrara de Bergame, expose des panneaux, qui par leur constitution (taille, haut cintré, facture artistique, palette) appartiennent à un polyptyque :
- Sainte Marthe[2], Saint Jean l'évangéliste[3], Saint Jérôme[4]  (ce dernier de 120,2 × 45,6 cm est désigné, sur le site du musée, comme partie du polyptyque de San Bernardino).

D'autres panneaux complètent la reconstitution :
- Ceux issus de collections particulières : Saint Pierre, La Résurrection, Saint Paul, Saint Dominique.
- Celui du musée de Philadelphie : Marie Madeleine[5], panneau de 124,8 × 43,3 cm,
- Ceux qui restent à identifier : Madone à la rose, Saint Joseph.

Panneaux dispersés
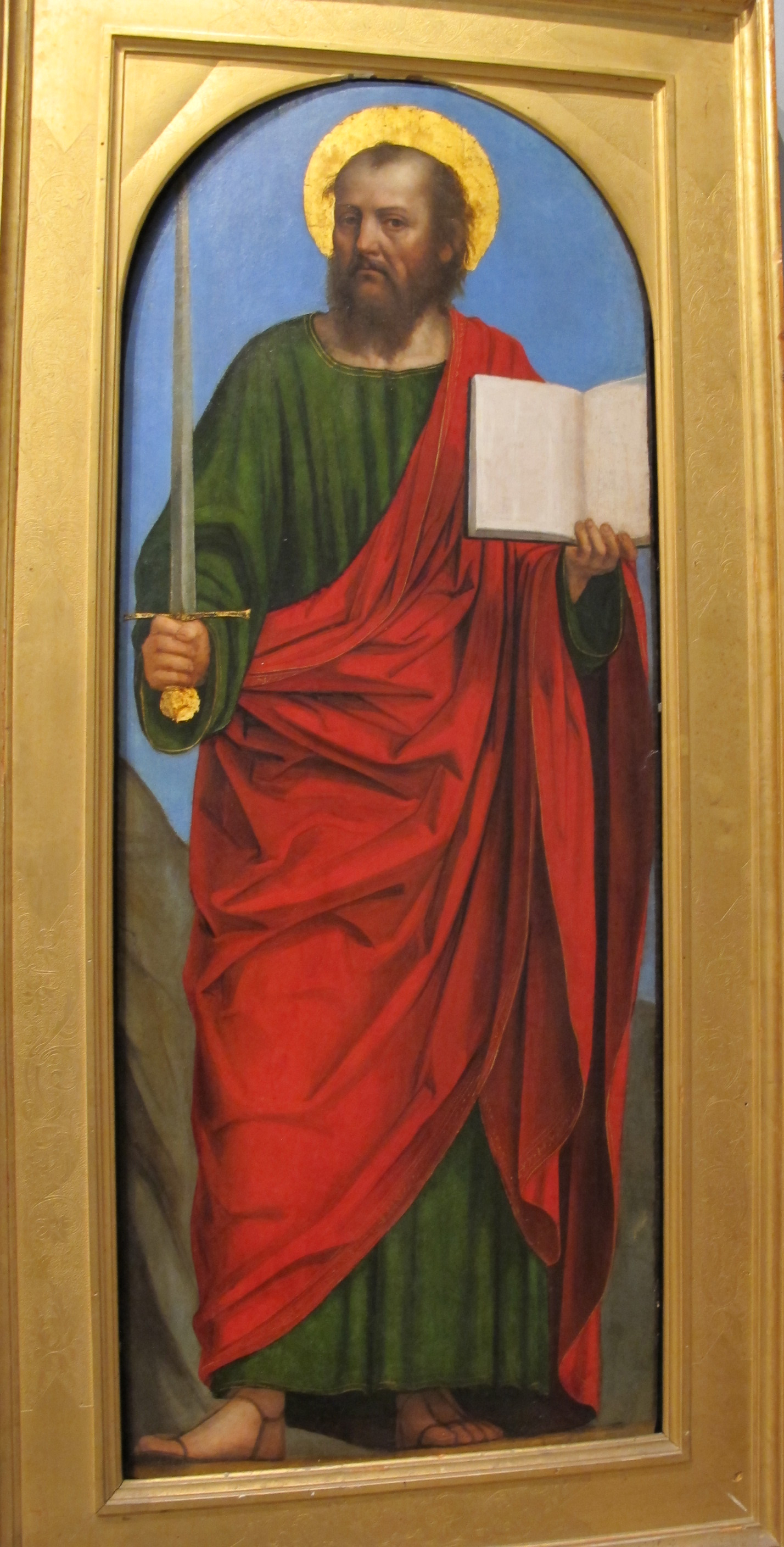
Saint Paul.
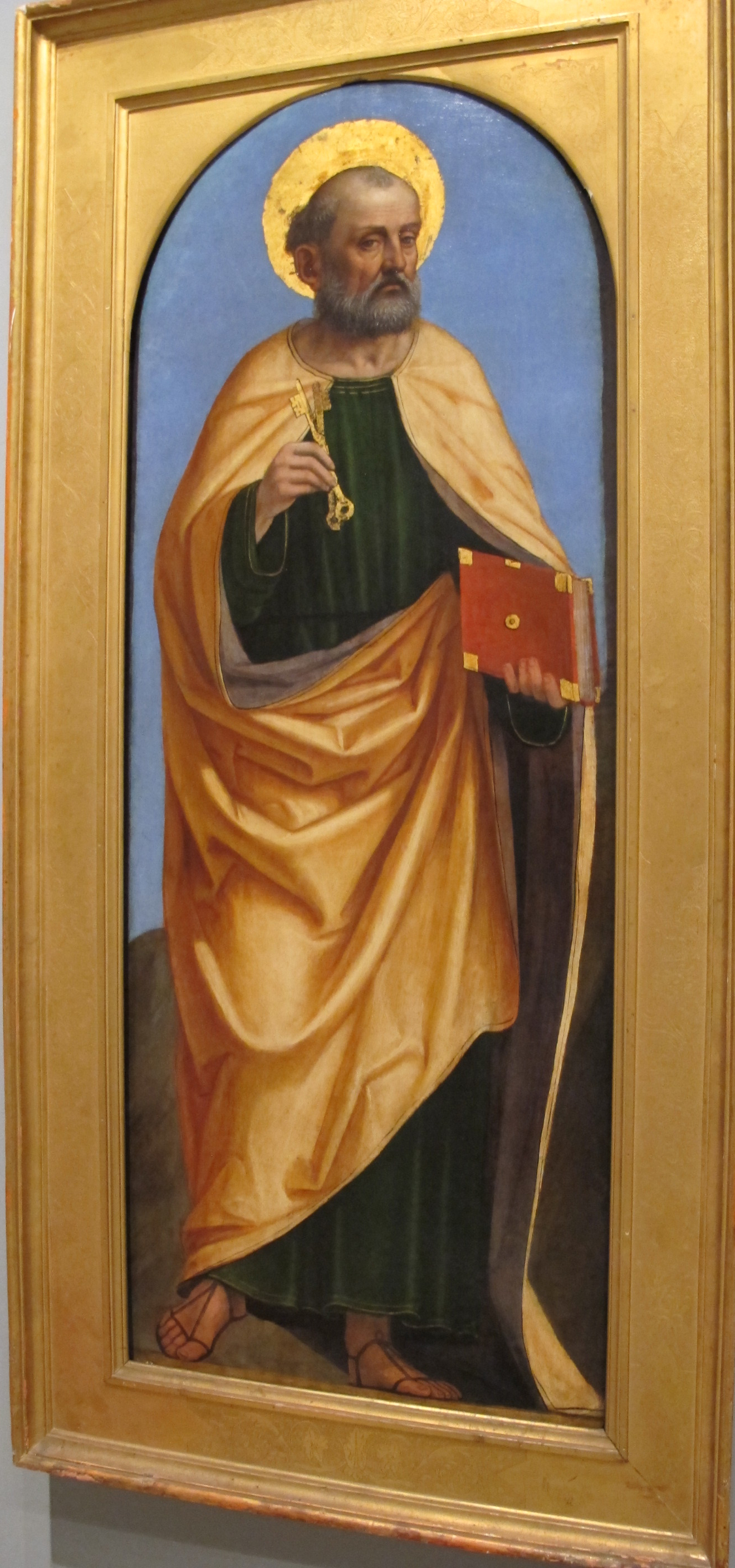
Saint Pierre.
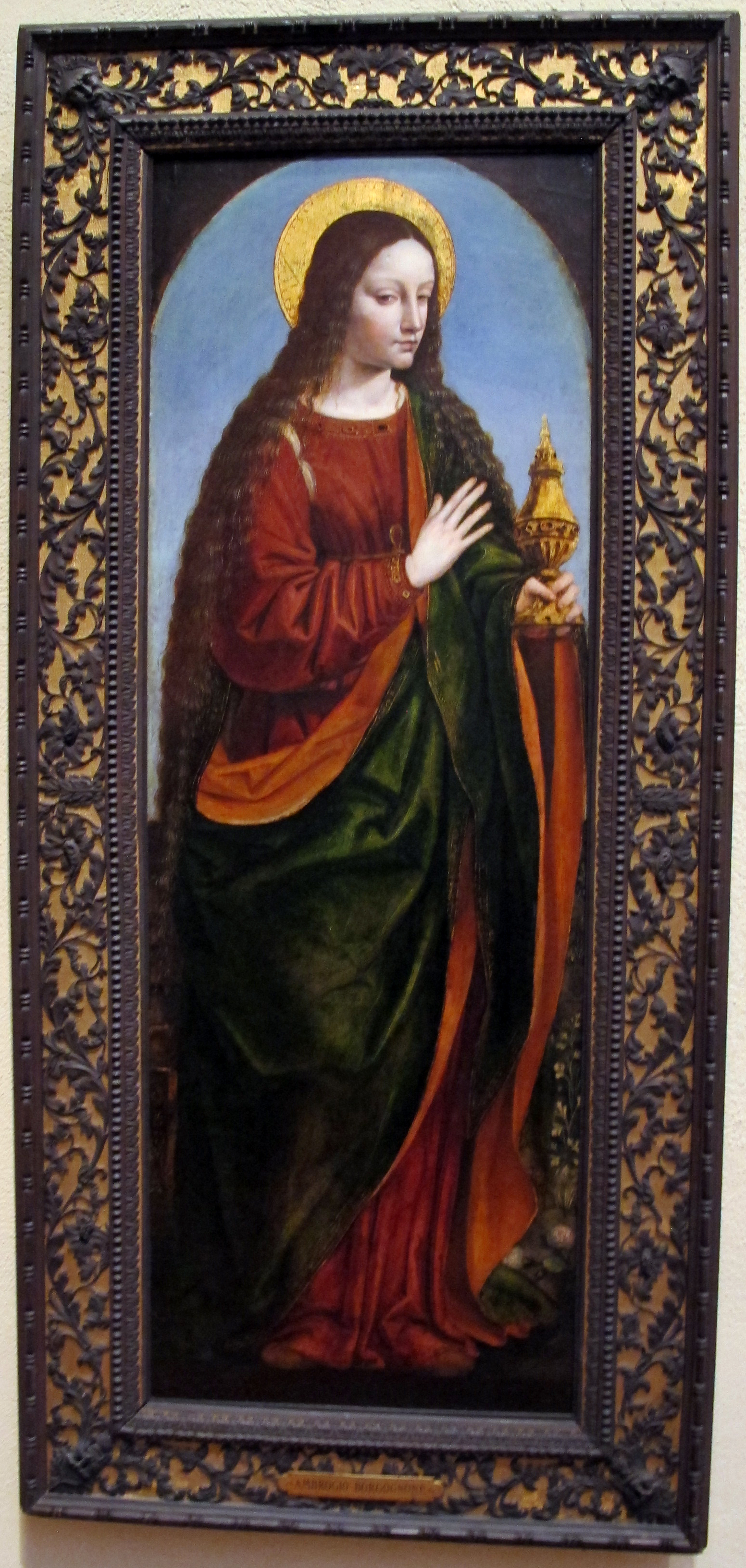
Marie Madeleine.